# Rhamphomyia marginata
Rhamphomyia marginata är en tvåvingeart som först beskrevs av Fabricius 1787.  Rhamphomyia marginata ingår i släktet Rhamphomyia och familjen dansflugor. Arten är reproducerande i Sverige. Inga underarter finns listade i Catalogue of Life.

## Bildgalleri

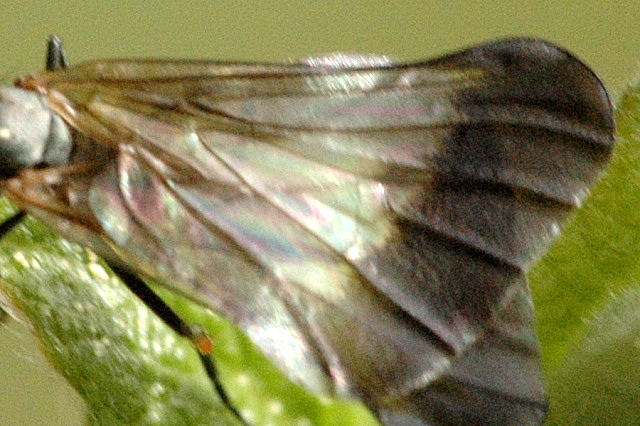